# 베팅겐

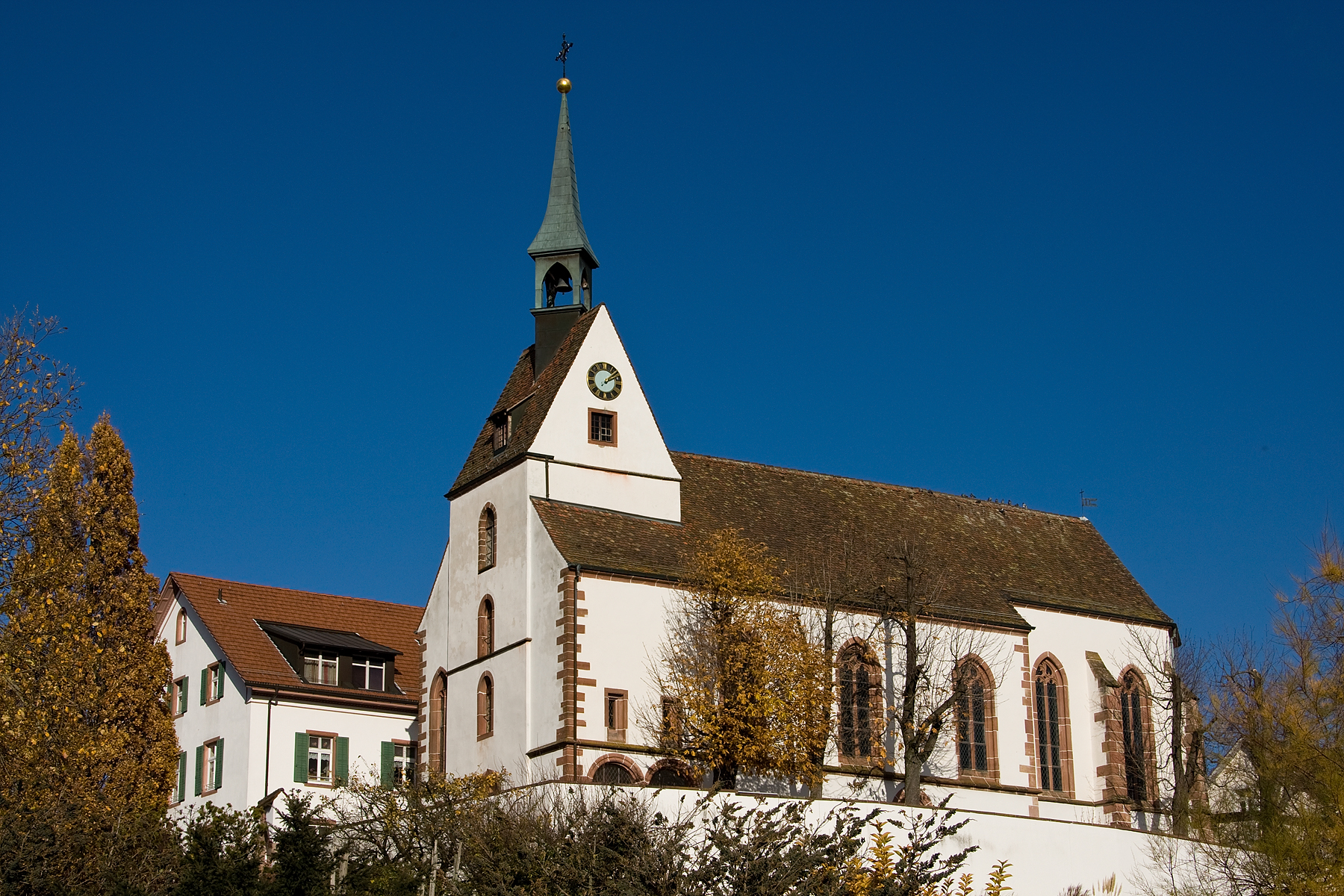
베팅겐 교회

베팅겐(독일어: Bettingen)은 스위스 바젤슈타트주에 위치한 도시로 면적은 2.23km2, 높이는 378m, 인구는 1,192명(2017년 1월 기준), 인구 밀도는 530명/km2이다.
바젤 교외에 위치하며 라인강 우안과 장크트크리쇼나 봉(St. Chrischona, 바젤슈타트 주의 최고봉) 기슭과 접한다.

시 문장

## 인구
역사적 인구는 아래의 차트와 같다:

## 자매 도시
- 스위스 자핀